# Matilda Zieglerová
Matilda Zieglerová (* 23. července 1964 Spojené království) je britská herečka.

## Kariéra
Poprvé se objevila v roli Donny v seriálu EastEnders v roce 1987, kde si zahrála ve dvou epizodách. Největší a nejslavnější role však přišla mezi lety 1990 a 1995, kdy mimo jiné další menší role, působila jako Irma Gobb v populárním komediálním seriálu Mr. Bean s Rowanem Atkinsonem.
Následně byla obsazována především do televizních seriálů a televizních filmů. Český divák jí mohl vidět například v seriálu Olověná bublina nebo ve filmu Případy inspektora Lynleyho: Slovo Boží. Hrála také ve filmu Sex Traffic, který obdržel cenu BAFTA. Kromě televize a filmu se také věnuje divadelnímu hraní.

## Osobní život
Jejím manželem je herec Louis Hilyer. Mají spolu dvě dcery, Evie a Faye, a syna Herbieho.

## Filmografie
- 1987 – EastEnders (TV seriál)
- 1990 – Mr. Bean (TV seriál)
- 1994 – Decadence
- 1995 – My Good Friend (TV seriál)
- 1997 – Joe dostal košem, Mr. White goes to Westminster (TV film)
- 1998 – As Unsuitable Job for a Woman (TV seriál)
- 1999 – Harbour Lights (TV seriál)
- 2000 – Where the heart is (TV seriál), Too much Sun (TV seriál)
- 2002 – Mr.Bean: Animované příběhy (TV seriál)
- 2003 – Holby City (TV seriál), Killing Hitler (TV film), The Bill (TV seriál), Home (TV film)
- 2004 – Family Bussines (TV seriál), The Audition, Swiss Toni (TV seriál), Sex Traffic (TV film)
- 2005 – Případy inspektora Lynleyho: Slovo Boží (TV film)
- 2006 – Talk
- 2007 – Doctors (TV seriál), Outnumbered (TV seriál), Olověná bublina (TV seriál)
- 2010 – Lark Rise to Candlefor (TV seriál)